# Zjawisko końca języka
Zjawisko końca języka (tip-of-the-tongue phenomenon, TOT) – odczuwamy je, gdy nie możemy sobie wyraźnie przypomnieć określonego słowa, ale mamy poczucie, że je znamy. 
Poszukujemy na przykład w pamięci zapomnianej nazwy miasta, nazwiska czy innego rzadko używanego słowa i wydaje nam się, że już je znaleźliśmy, ale jednak niezupełnie. Wiemy jak ono brzmi, na jaką literę się zaczyna, ile ma sylab – po prostu mamy je „na końcu języka”, ale nie możemy podać jego dokładnego brzmienia. 
Jest to szczególnego rodzaju luka w pamięci, która nie jest pusta: zawarte są w niej pewne szczegóły, które sprawiają, że poszukiwania idą w określonym kierunku, chwilami zdaje się, że jesteśmy bardzo blisko, prawie słyszymy to słowo, potrafimy też odrzucić błędne pomysły, ponieważ nie pasują do kształtu luki. 
Zjawisko „końca języka” jest irytujące, a znalezienie odpowiedniego słowa przynosi wyraźną ulgę.